# Kompania graniczna KOP „Dundery”
Kompania graniczna KOP „Dundery” – pododdział graniczny Korpusu Ochrony Pogranicza pełniący służbę ochronną na granicy polsko-łotewskiej.

## Formowanie i zmiany organizacyjne
W drugim etapie organizacji Korpusu Ochrony Pogranicza, w 1925 sformowano 19 batalion graniczny , a w jego składzie 3 kompanię graniczną KOP „Obabie”.
W 1930 3 kompania graniczna 19 batalionu KOP „Słobódka” stacjonowała w Gawryłowcach . W listopadzie 1936 kompania liczyła 2 oficerów, 9 podoficerów, 5 nadterminowych i 78 żołnierzy służby zasadniczej.
W 1939 3 kompania graniczna KOP „Dundery” podlegała dowódcy batalionu KOP „Słobódka”.

## Służba graniczna
Podstawową jednostką taktyczną Korpusu Ochrony Pogranicza przeznaczoną do pełnienia służby ochronnej był batalion graniczny. Odcinek batalionu dzielił się na pododcinki kompanii, a te z kolei na pododcinki strażnic, które były „zasadniczymi jednostkami pełniącymi służbę ochronną”, w sile półplutonu. Służba ochronna pełniona była systemem zmiennym, polegającym na stałym patrolowaniu strefy nadgranicznej i tyłowej, wystawianiu posterunków alarmowych, obserwacyjnych i kontrolnych stałych, patrolowaniu i organizowaniu zasadzek w miejscach rozpoznanych jako niebezpieczne, kontrolowaniu dokumentów i zatrzymywaniu osób podejrzanych, a także utrzymywaniu ścisłej łączności między oddziałami i władzami administracyjnymi. Miejscowość, w którym stacjonowała kompania graniczna, posiadała status garnizonu Korpusu Ochrony Pogranicza.
3 kompania graniczna „Dundery” w 1934 ochraniała odcinek granicy państwowej szerokości 44 kilometrów 445 metrów.
Sąsiednie kompanie graniczne:
- 2 kompania graniczna KOP „Mieżany” ⇔ 1 kompania graniczna KOP „Druja” – 1929[7], 1931[8]  w 1932[9], 1934[10] i 1938[11]

## Struktura organizacyjna

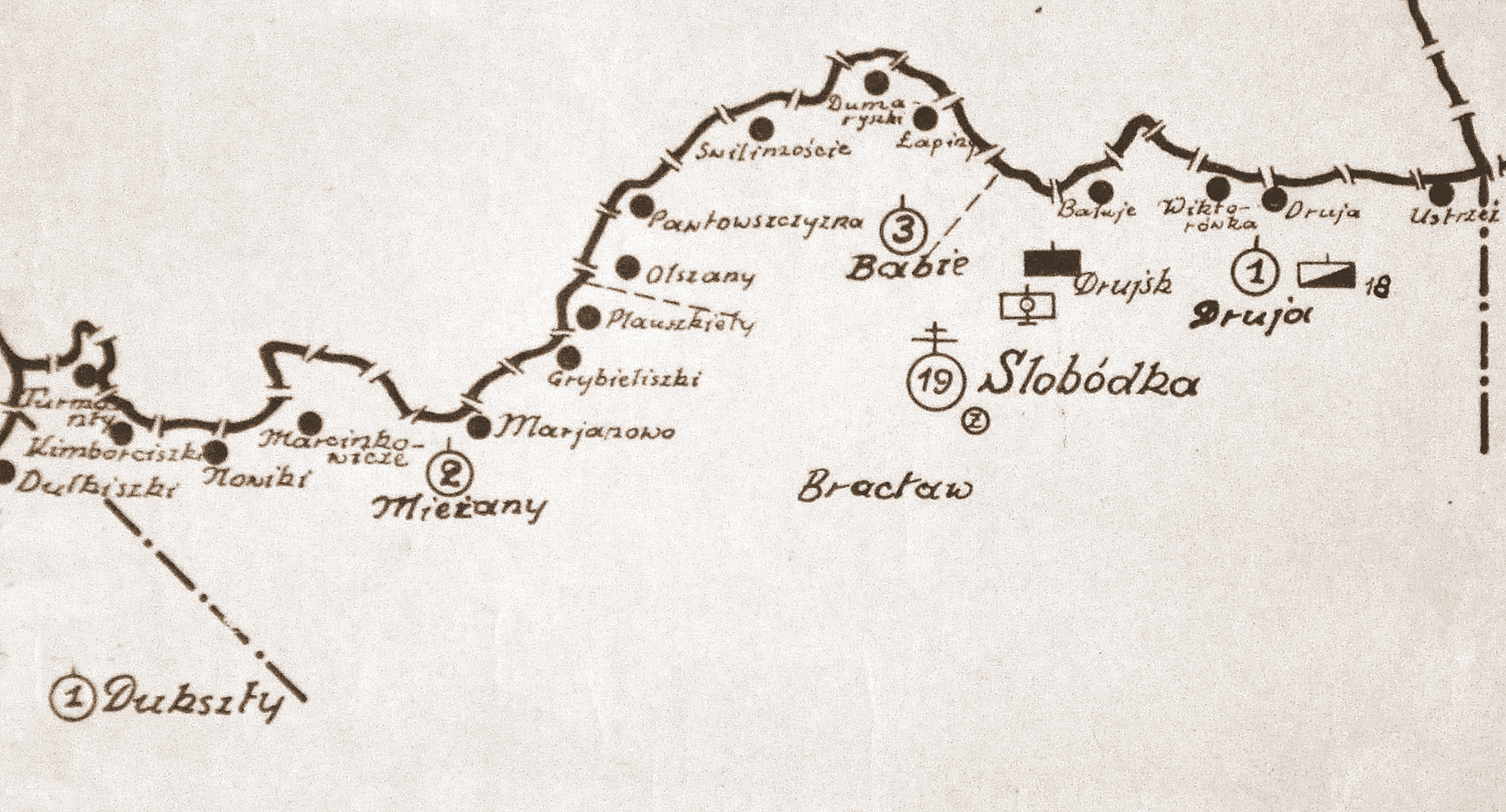
Rozmieszczenie batalionu KOP „Słobódka” w 1931

Strażnice kompanii w 1929
- strażnica KOP „Dubinowo”
- strażnica KOP „Świlimoście” (punkt przejściowy)
- strażnica KOP „Pawłowszczyzna”
- strażnica KOP „Szmaryszki”[b]
- strażnica KOP „Łapiny”

Strażnice kompanii w latach 1931 – 1934 
- strażnica KOP „Olszany”[c]
- strażnica KOP „Pawłowszczyzna”[d]
- strażnica KOP „Świlimoście”[e] (punkt przejściowy)
- strażnica KOP „Dumaryszki”[f] IV
- strażnica KOP „Łapiny”[g]

Strażnica KOP „Olszany” po 1934 przeniesiona została do Dubinowa

W 3 kompanii KOP „Dundery” funkcjonowała strażnica KOP (punkt przejściowy) „Świlemieście” i strażnica KOP „Pawłowszczyzna”. W 1936 zlikwidowano strażnicę KOP „Pawłowszczyzna” i punkt przejściowy „Świlemieście”. Ich zadania przejęła strażnica „Świlemieście”
Strażnice kompanii w 1938 i we wrześniu 1939
- strażnica KOP „Dubinowo”[h]
- strażnica KOP „Świlemieście”
- strażnica KOP „Dumaryszki”
- strażnica KOP „Berce”[i] (?)

## Dowódcy kompanii
- por. Józef Josse (− 24 IX 1928)[2]
- kpt./mjr Wincenty Mendoszewski (24 IX 1928 − 7 IX 1929 → kwatermistrz 7 batalionu KOP)[2]
- kpt. Władysław Zych (17 IX 1929 −)[2]
- por. Oskar Fink (18 IV 1930 − 14 III 1931 → przeniesiony do 32 pp)[2]
- kpt. Franciszek Trojan (13 III 1931 − )[2]
- kpt. Roman Ligęza (31 III 1932 − )[2]
- kpt. Józef Łubnicki[j] ( – 1939)